# Eleutherodactylus dennisi
Espèce
Synonymes
- Syrrhophus dennisi Lynch, 1970

Statut de conservation UICN

 EN B1ab(iii) : En danger
Eleutherodactylus dennisi est une espèce d'amphibiens de la famille des Eleutherodactylidae.

## Répartition
Cette espèce est endémique du Tamaulipas au Mexique. Elle se rencontre à Antiguo Morelos vers 250 m d'altitude.

## Description
Les mâles mesurent de 22,8 à 28,4 mm et les femelles de 25,9 à 32,0 mm.

## Étymologie
Cette espèce est nommée en l'honneur de David Michael Dennis.

## Publication originale
- Lynch, 1970 : A taxonomic revision of the leptodactylid frog genus Syrrhophus Cope. University of Kansas Publications of the Museum of Natural History, vol. 20, no 1, p. 1-45 (texte intégral).